# Musikåret 1887

## Händelser
- 5 februari – Giuseppe Verdis opera  Otello har urpremiär i Milano[1].
- 28 mars – Affärsmän från Philadelphia i Pennsylvania, USA bildar American Graphophone Company.[2][3]
- 18 oktober – Johannes Brahms dubbelkonsert uruppförs i Köln.
- 8 november – Tysk-amerikanen Emile Berliner erhåller patent på den första grammofonen.

## Födda
- 28 januari – Arthur Rubinstein, polsk-amerikansk pianist.
- 17 februari – Leevi Madetoja, finländsk tonsättare.
- 23 februari – Oskar Lindberg, svensk tonsättare.
- 5 mars – Heitor Villa-Lobos, brasiliansk tonsättare och cellist.
- 7 mars – Heino Eller, estnisk tonsättare och musikpedagog.
- 23 mars – Anthony van Hoboken, nederländsk musikolog.
- 28 mars – Cripple Clarence Lofton, amerikansk bluesmusiker.
- 10 april – Heinz Tiessen, tysk tonsättare.
- 3 maj – Ragnar Widestedt, svensk skådespelare, sångare, kompositör och regissör.
- 3 juni – Roland Hayes, amerikansk sångare.
- 21 juni – Josef Jonsson, svensk tonsättare.
- 30 juni – Anita Halldén, svensk sångtextförfattare och översättare.
- 25 juni – George Abbott, amerikansk skådespelare, musikalförfattare och regissör.
- 29 juni – Gunnar Grip, svensk opera- och konsertsångare.
- 29 juli – Sigmund Romberg, ungersk-amerikansk operettkompositör.
- 25 augusti – Fartein Valen, norsk tonsättare.
- 16 september – Nadia Boulanger, fransk dirigent, pedagog och tonsättare.
- 1 oktober – Anna Gräber, svensk skådespelare, opera- och operettsångare och sångpedagog.
- 6 oktober – Maria Jeritza, österrikisk operasångare.
- 4 november – Knut Håkanson, svensk tonsättare.
- 8 november – Jurij Sjaporin, rysk tonsättare.
- 7 december – Ernst Toch (död 1964), tysk-österrikisk tonsättare.
- 11 december – Natanael Broman, svensk tonsättare och pianist.
- 12 december – Kurt Atterberg, svensk tonsättare.

## Avlidna
- 7 februari – Hanna Brooman, 77, svensk tonsättare.
- 27 februari – Aleksandr Borodin, 53, rysk kompositör.
- 11 mars – Ludvig Mathias Lindeman, 74, norsk kyrkomusiker och tonsättare.
- 7 maj – Alette Due, 75, norsk sångare och tonsättare.
- 13 augusti – Wilhelm Gnosspelius, 77, svensk organist, violinist, tonsättare och dirigent.
- 15 augusti – Hedvig Willman,36, svensk operasångare.
- 2 november – Jenny Lind, 67, svensk operasångare.

### Fotnoter
1. ↑  ”San Diego Opera”. Arkiverad från originalet den 4 juni 2011. https://web.archive.org/web/20110604034346/http://sdopera.com/Operapaedia/Otello. Läst 24 mars 2011.
2. ↑  Hoffmann, Frank W. & Ferstler, Howard. Encyclopedia of Recorded Sound: Volta Graphophone Company, CRC Press, 2005, Vol.1, pg.1167, ISBN 041593835X, ISBN 9780415938358
3. ↑  Scriptophily.com. American Graphophone Company - 1900, Scriptophily.com, Chantilly, Virginia. Läst 17 mars 2010.